# ونیکولم
ونیکولم (به لاتین: Vannikulam) یک منطقهٔ مسکونی در سری‌لانکا است که در استان شمالی (سری‌لانکا) واقع شده‌است.